# Charlie Irvis
Charlie Irvis (6 de mayo de 1899 - 1939)  fue un trombonista de jazz estadounidense, mejor conocido por actuar en la banda de Duke Ellington.

## Carrera
Irvis tocó con Bubber Miley en su juventud y luego con la cantante de blues Lucille Hegamin y sus Blue Flame Syncopators de 1920 a 1921. Después de esto, tocó con Willie "The Lion" Smith y con la orquesta de Duke Ellington (1924-1926), además de grabar ocasionalmente con Clarence Williams entre 1923 y 1927. Irvis, junto con sus amigos Miley y Tricky Sam Nanton, contribuyeron al desarrollo de los "sonidos de la jungla" (efectos de gruñidos) al tocar el trombón. Después de dejar la banda de Ellington, grabó con Fats Waller (1927, 1929) y tocó con Charlie Johnson (1927-1928) y Jelly Roll Morton (1929-1930). Algunas de sus últimas grabaciones fueron en 1931 nuevamente con Miley, y poco después con Elmer Snowden.

## Vida personal
Después de principios de la década de 1930, aparentemente Irvis dejó de tocar y murió alrededor de 1939 en la oscuridad.